# Charles-Gabriel d'Arsac de Ternay
Pour les articles homonymes, voir Arsac et Ternay.
Charles-Gabriel d'Arsac, marquis de Ternay (2 juillet 1771, château de Ternay - 4 juillet 1813, Portalegre) est un officier, tacticien et auteur militaire français. 

## Biographie
Charles-Gabriel naquit de Gabriel d'Arsac, marquis de Ternay, capitaine au régiment d'Apchon-dragons et député de la noblesse aux États généraux de 1789, et de Marie-Adélaïde Cantineau de Commacre. Il est le neveu de l'amiral Charles-Henri-Louis d'Arsac de Ternay.
Le jeune Ternay passa une partie de son enfance dans la terre que le chevalier de Ternay possédait près du collège de la Flèche, dont le jeune Charles suivait tous les exercices. À la fin de ses études classiques, il entra, en 1787, à l'École militaire de Paris. Il en suivit les cours avec distinction, et fit des progrès rapides dans le dessin et l'art de lever les plans. Il en sortit en 1790 et fut admis au nombre des douze officiers à la suite de l'état-major des gardes du corps et reçut le brevet de capitaine de cavalerie. Il alla terminer ses études en Allemagne, à l'université de Göttingen. Ses succès n'y furent pas moins rapides qu'en France : il se perfectionna tellement dans la langue allemande, que plus tard il traduisit l'histoire de la guerre de Sept Ans. C'est à Goettingue qu'il se lia avec le duc de Sussex, dont il conserva jusqu'à sa mort l'amitié.
La Révolution qui avait éclaté en 1789, son père est élu député de la noblesse d'Anjou aux États généraux et voit comme un devoir le mandat de ses commettants. À la chute du trône, il émigra et s'engagea avec son fils sous la bannière des princes, frères de Louis XVI, à Coblentz ; Charles-Gabriel y reçut le brevet de sous-lieutenant de la 8e compagnie d'ordonnance, et fit en cette qualité la campagne de 1790. Elle n'eut pas l'issue qu'on en attendait, et cependant elle ne fut pas perdue pour l'instruction du jeune Ternay qui réfléchissait déjà sur les causes des succès et des revers des armées.
Ternay passa par la suite dans le corps du duc de Bourbon et fit la campagne de 1793 en Belgique. Il assista au premier siège de Maastricht et à la bataille de Neerwinden, dont il suivit tous les mouvements avec le plus vif intérêt. Il étudiait les plans des généraux opposés, observait leurs marches, épiait, pour ainsi dire, leurs moindres mouvements, afin de surprendre les secrets de l'art dont il ne devait pas tarder à poser les principes. Au licenciement du corps du duc de Bourbon, le jeune de Ternay rejoignit en Angleterre son père et sa mère qui s'y étaient déjà retirés ; dans l'impossibilité de rentrer dans sa patrie, il sollicita et obtint en 1795 son admission au service de la Grande-Bretagne.
L'année suivante, il fut attaché comme capitaine à l'état-major du corps de troupes anglaises commandé par le général Doyle. Il s'occupa de traduire l'Histoire de Tempelhoff, dont les dernières livraisons venaient alors de paraître et qui faisaient une grande sensation dans le public militaire.
Topographe habile, dialecticien profond, il était l'âme de l'état-major où il se trouvait ; et cette grande facilité qu'il avait pour le travail lui faisait recevoir souvent des missions au-dessus du grade dont il était revêtu. Les Anglais, à cette époque, n'avaient aucune idée de l'organisation intérieure des armées. Le service de terre, dédaigné de la noblesse qui se vouait à la marine, parce qu'elle lui offrait une carrière plus honorable, manquait totalement d'officiers instruits. Les talents précoces du marquis de Ternay lui obtinrent une grande considération et un avancement rapide, et, en 1797, il était déjà major.
À cette époque, Marie, reine de Portugal, ayant demandé au roi d'Angleterre un officier supérieur de confiance et capable, George III lui désigna Ternay, qui reçut d'elle un brevet de lieutenant-colonel de cavalerie et fut adjoint au quartier-maître général. Cette charge était alors dignement remplie par le marquis de la Rozière. Sous la direction de cet habile général, Ternay reconnut et fortifia en 1799 et 1800 les frontières des Algarves alors menacées par les Espagnols qui venaient de contracter une alliance offensive avec la République française. 
Le marquis de Ternay consacra dix ans à l'exécution de travaux topographiques et militaires, tant dans la province de Beira que dans celles de Tras-os-Montes et de Minho.
L'importance de ces occupations ne l'empêchèrent pas de concevoir et de composer son Traité de Tactique. Il fut amené à cette entreprise par la conviction de l'insuffisance des livres élémentaires sur cette partie. On ne connaissait alors que le Traité de Tactique de Guibert. Le marquis de Ternay ne désespéra pas d'aller plus loin que son prédécesseur.
En 1807, des troupes françaises, sous la conduite du duc d'Abrantès, envahirent le Portugal. Ternay était alors aide de camp du lieutenant général Miranda commandant à Thomar. Le général Avril, en ayant été informé, lui écrivit une lettre dans laquelle il lui fit les offres les plus séduisantes pour l'engager à entrer au service de la France. Le marquis de Ternay rejeta les offres qui lui avaient été faites, mais ne voulant plus servir contre ses compatriotes, il sollicita vivement son rappel en Angleterre. Ses demandes ne furent point écoutées ; esclave du point d'honneur et obligé de rester à son poste, il fit les campagnes de 1808 et 1809 en qualité de quartier-maître général.
Employé depuis 1810 par la régence portugaise dans des commissions civiles et aux levers topographiques, il eut tout le temps de mettre la dernière main à son Traité de Tactique. Il fut promu en 1810, au grade de colonel, et peu avant sa mort à celui de brigadier des armées du Portugal. Regardant les affaires des alliés comme perdues dans la péninsule, alors même qu'elles semblaient prospères à leurs partisans, il se voyait incessamment arraché à son refuge et obligé de suivre l'armée anglaise.
Il décéda à Portalegre en juillet 1813, à l'âge de quarante-deux ans.

## Hommage
- Le village de Terneï au Primorié en Extrême-Orient russe porte son nom.

## Publications
- Traité de tactique (Google books)
- Atlas du Traité de tactique
- De la Défense des états par les positions fortifiées (Google books)

## Sources
- Louis-Gabriel Michaud, Biographie universelle ancienne et moderne: ou histoire, par ordre alphabétique, de la vie publique et privée de tous les hommes qui se sont fait remarquer par leurs écrits, leurs talents, leurs vertus ou leurs crimes., 1864
- Traité de tactique… par feu le colonel marquis de Ternay ; revu, corrigé, augmenté par Fred Koch, lieutenant-colonel d'État-Major (notice biographique sur l'auteur), Bruxelles 1840.
- Olivier Ducamp, Les Benoist de La Grandière et leur descendance, Paris, Éditions Christian, 1998